# Deportações prussianas
As deportações prussianas, também conhecidas como expulsões prussianas de poloneses (em polonês/polaco:  rugi pruskie; em alemão:  Polenausweisungen), foram as expulsões em massa de poloneses da Prússia controlada pelos alemães entre 1885 e 1890. Mais de 30.000 poloneses da partição austríaca e russa da Polônia que não obtiveram a cidadania alemã quando o Império Alemão foi formado em 1871 foram deportados da parte prussiana da Polônia dividida para as respectivas partições austríacas e russas da já não existente Comunidade Polaco-Lituana.
A expulsão em todo o condado foi condenada pelo público polaco, bem como pelo parlamento federal alemão. A expulsão também contribuiu para o agravamento das relações germano-russas. Na sequência, os poloneses sem cidadania alemã foram novamente autorizados a trabalhar e residir no Império Alemão em todas as estações, exceto no inverno. É considerado um dos primeiros exemplos de limpeza étnica. 

## A ordem de expulsão de 1885 e sua implementação
A agricultura nas províncias orientais da Prússia baseava-se, em alto grau, em mansões de grandes áreas e era gerida por junkers alemães, que empregavam milhares de polacos migrantes da parte russa e austríaca da Polônia dividida. Além disso, a crescente região industrial da Alta Silésia atraiu trabalhadores de áreas economicamente atrasadas. Ao mesmo tempo, partes da população local alemã e polaca migraram em busca de trabalho para áreas ocidentais mais industrializadas da Alemanha (Ostflucht). Embora nunca tenha sido notada qualquer actividade política anti-alemã entre os migrantes polacos, o aumento resultante da população polaca alarmou os círculos nacionalistas alemães, incluindo o chanceler da Alemanha, Otto von Bismarck.
Em 26 de março de 1885, o ministério de assuntos internos da Prússia ordenou que suas autoridades provinciais expulsassem para o exterior todos os poloneses étnicos e judeus com cidadania russa. Em julho de 1885, a ordem de expulsão foi estendida para incluir também cidadãos poloneses austríacos. Além disso, as autoridades foram obrigadas a zelar para que no futuro nenhum "estrangeiro indesejável" se instalasse nesses territórios. 
A ordem foi executada a todos os cidadãos não prussianos, independentemente da sua residência de longa duração ou serviço anterior no exército prussiano, e apesar do seu estado de saúde, idade ou sexo. Os expulsos foram "conduzidos em massa em direção à fronteira oriental sob golpes das coronhas dos rifles dos gendarmes".  Foram relatados incidentes fatais, já que as expulsões ocorreram no inverno.  Nos primeiros meses, quase 26.000 pessoas foram expulsas das províncias orientais da Prússia,  principalmente trabalhadores e artesãos ali empregados. As expulsões continuaram nos anos subsequentes. Até 1890, o número de expulsos ultrapassou 30.000,   e a fronteira da Prússia foi fechada a todos os migrantes de etnia polaca. 

## Efeitos na opinião pública

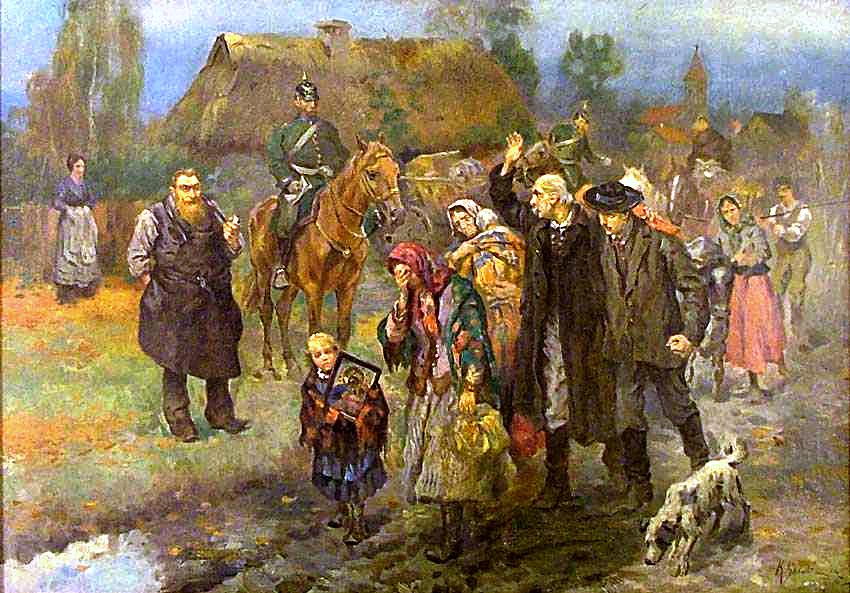
Deportações prussianas mostradas na pintura de Konstanty Górski (1868–1934)

As expulsões resultaram em protestos entre a opinião pública da Polónia, Alemanha e Europa.  Alfred von Waldersee, que em princípio concordou com a necessidade das expulsões, admitiu sua "incrível dureza" (em alemão:  unglaubliche Härte ) em casos individuais. Schweinitz, então embaixador alemão na Rússia, disse, após reflexão: 
Quando algum dia o grande chanceler renunciar, muitas pessoas sentir-se-ão envergonhadas e censurar-se-ão mutuamente pela mesquinhez da sua humilhação perante a sua poderosa vontade. Estou muito comovido com a ordem imprudente e sem propósito cruel das expulsões. 
A questão foi apresentada ao parlamento do Império Alemão, encaminhada pelos deputados étnicos polacos, e apoiada pelo Partido do Centro, pelo Partido Social-Democrata e pelos progressistas alemães. O líder do Partido Social-Democrata, Wilhelm Liebknecht, apelou ao chanceler para retirar as medidas que poderiam causar complicações internacionais e derrubar medidas repressivas sobre os alemães que viviam no estrangeiro. Ansfeld, um progressista, apresentou numa resolução que a expulsão não era justificada pelo interesse nacional, era contrária a razões humanitárias e representava uma ameaça ao bem-estar dos cidadãos do império. Ludwig Windthorst, do Partido do Centro, apresentou uma moção suplementar no mesmo sentido. Em 16 de janeiro de 1886, o parlamento do Império Alemão condenou a expulsão por uma grande maioria de votos.  No entanto, a resolução parlamentar foi ignorada pelo governo prussiano.
Uma pergunta semelhante foi colocada pelos deputados polacos e pelo Partido do Centro no parlamento da Prússia, mas a maioria das vozes necessárias para condenar as expulsões não foi obtida lá, porque as forças políticas de orientação anti-polaca estavam representadas muito mais fortemente no Parlamento prussiano. parlamento do que no parlamento do Império Alemão. 

## Influência nas relações alemãs com a Rússia
As antigas boas relações entre a Alemanha e a Rússia pioraram na década de 1880 devido às crescentes tendências nacionalistas na política russa. As minorias alemãs no Império Russo, incluindo alemães bálticos e nascidos na Rússia, bem como imigrantes alemães recentes, enfrentaram sentimentos negativos tanto entre o governo como entre o público que apoiava as ideias do pan-eslavismo . Com isso em mente, o embaixador alemão na Rússia, Schweinitz, aconselhou Bismarck a abster-se de novas expulsões, antecipando que elas apenas provocariam os apoiantes do pan-eslavismo e desencadeariam repressões contra todos os colonos alemães na Rússia. 
As expulsões foram recebidas com desaprovação nos círculos governamentais da Rússia. Dmitry Tolstoi, um conservador e ministro de assuntos internos que tentou obter uma recepção plausível para esses acontecimentos na Rússia, reconheceu o sentimento antipolaco de Otto von Bismarck e deu extraoficialmente ao embaixador Schweinitz o seu conselho de que Bismarck tinha cometido um grave erro, como tal medidas extremas eram desnecessárias.  Também Nikolay Giers, o ministro das relações exteriores da Rússia, afirmou que Bismarck - por sua própria conduta - agravou os sentimentos já hostis existentes em relação aos colonos alemães na Rússia, deu um mau exemplo a ser seguido, e espalhou as sementes de novas culturas étnicas. antagonismos no futuro.  O próprio Bismarck expressou ao embaixador Schweinitz a sua decepção, afirmando que “os russos demonstraram menos satisfação por causa das nossas expulsões do que eu esperava”.  Logo depois, o governo russo impôs restrições legais à aquisição e arrendamento de terras por alemães na Rússia, limitando assim o movimento de colonização alemã na parte da Poló=ônia controlada pela Rússia. 
Contrariamente às intenções originais de Bismarck, a expulsão contribuiu para o agravamento das relações germano-russas e para a erosão da sua cooperação a longo prazo - resultando numa mudança na política externa da Rússia que finalmente levou à criação da Aliança Franco-Russa, logo transformada em Tríplice Entente, que lutou contra o Império Alemão durante a Primeira Guerra Mundial em 1914–1918.

## Suavização da política de expulsão após 1890
A necessidade de mão-de-obra barata dos proprietários de terras e da indústria alemã acabou por prevalecer, pelo que a política do governo prussiano teve de ser suavizada. Em 1890, foi emitida uma nova ordem para permitir o emprego de estrangeiros etnicamente polacos, exceto no período entre 20 de dezembro e 1 de fevereiro de cada ano. A medida pretendia obrigar os trabalhadores a regressar periodicamente ao estrangeiro, preservando assim o seu estatuto de trabalhadores sazonais, e impedindo a continuidade da sua permanência na Prússia. Tal sistema de expulsões anuais de inverno foi adaptado às necessidades dos proprietários, mas foi prejudicial para a indústria da Alta Silésia, que costumava desobedecer à ordem frequentemente com a tolerância silenciosa das autoridades prussianas, ou com a sua suspensão temporária.  No entanto, apenas pessoas solteiras eram aceitas e, muitas vezes, eram mantidas separadas da população polonesa nativa local. 

## Migração polonesa para a Prússia antes da Primeira Guerra Mundial
Desde 1905, uma agência semigovernamental chamada "Sede dos Trabalhadores Agrícolas" assumiu o envolvimento de trabalhadores de fora da Alemanha. Os contratos de trabalho sazonais em detrimento dos trabalhadores polacos permitiram a ocorrência de muitas práticas corruptas. Os trabalhadores imigrantes eram mal pagos, explorados e – na prática – totalmente desprotegidos. No entanto, o afluxo de candidatos foi sempre grande e, nas vésperas da Primeira Guerra Mundial, o número de trabalhadores imigrantes ultrapassou 500.000 pessoas, 80% delas provenientes da parte da Polônia em luta controlada pela Rússia. Aproximadamente 200.000 polacos trabalharam nas províncias orientais da Prússia, entre baixos padrões de vida e exploração intensiva. Um trabalhador do sexo masculino poderia economizar de 100 a 150 marcos por ano, enquanto uma trabalhadora poderia economizar de 50 a 100 marcos por ano, na melhor das hipóteses. 
Até hoje, o "rugi pruskie" ou as deportações em massa prussianas servem como símbolo nacional polonês da grande injustiça vivida pelos poloneses nas mãos das forças antipolonesas da Prússia, do Império Alemão e de Otto von Bismarck pessoalmente, durante o época em que a Polônia permaneceu ocupada.